# Anthony Caci
Anthony Caci (Forbach, 1º luglio 1997) è un calciatore francese, centrocampista o difensore del Magonza.

## Carriera

### Club
Cresciuto nel settore giovanile dello Strasburgo, ha esordito in prima squadra il 23 agosto 2016, nella partita di Coppa di Lega persa per 2-0 contro l’Auxerre.
Il 10 gennaio 2022 firma un contratto quadriennale con il Magonza con decorrenza dal 1º luglio 2022.
Il 29 aprile segna il suo primo gol con la maglia dello Strasburgo, al minuto numero 92 contro il PSG, siglando il definitivo 3-3.

## Statistiche

### Presenze e reti nei club
Statistiche aggiornate al 15 marzo 2025.
| Stagione            | Squadra             | Campionato          | Campionato | Campionato | Coppe nazionali | Coppe nazionali | Coppe nazionali | Coppe continentali | Coppe continentali | Coppe continentali | Altre coppe | Altre coppe | Altre coppe | Totale | Totale |
| Stagione            | Squadra             | Comp                | Pres       | Reti       | Comp            | Pres            | Reti            | Comp               | Pres               | Reti               | Comp        | Pres        | Reti        | Pres   | Reti   |
| ------------------- | ------------------- | ------------------- | ---------- | ---------- | --------------- | --------------- | --------------- | ------------------ | ------------------ | ------------------ | ----------- | ----------- | ----------- | ------ | ------ |
| ott. 2015-2016      | Strasburgo 2        | CFA2                | 9          | 2          | -               | -               | -               | -                  | -                  | -                  | -           | -           | -           | 9      | 2      |
| 2016-2017           | Strasburgo 2        | CFA2                | 22         | 2          | -               | -               | -               | -                  | -                  | -                  | -           | -           | -           | 22     | 2      |
| 2017-2018           | Strasburgo 2        | CFA2                | 21         | 4          | -               | -               | -               | -                  | -                  | -                  | -           | -           | -           | 21     | 4      |
| nov. 2018           | Strasburgo 2        | CFA2                | 1          | 0          | -               | -               | -               | -                  | -                  | -                  | -           | -           | -           | 1      | 0      |
| mar. 2020           | Strasburgo 2        | CFA2                | 1          | 0          | -               | -               | -               | -                  | -                  | -                  | -           | -           | -           | 1      | 0      |
| Totale Strasburgo 2 | Totale Strasburgo 2 | Totale Strasburgo 2 | 54         | 8          |                 | -               | -               |                    | -                  | -                  |             | -           | -           | 54     | 8      |
| 2016-2017           | Strasburgo          | L2                  | 1          | 0          | CF+CdL          | 2+1             | 0               | -                  | -                  | -                  | -           | -           | -           | 4      | 0      |
| 2017-2018           | Strasburgo          | L1                  | 0          | 0          | CF+CdL          | 0+0             | 0               | -                  | -                  | -                  | -           | -           | -           | 0      | 0      |
| 2018-2019           | Strasburgo          | L1                  | 29         | 0          | CF+CdL          | 0+5             | 0               | -                  | -                  | -                  | -           | -           | -           | 34     | 0      |
| 2019-2020           | Strasburgo          | L1                  | 8          | 1          | CF+CdL          | 1+1             | 0               | UEL                | 0                  | 0                  | -           | -           | -           | 10     | 1      |
| 2020-2021           | Strasburgo          | L1                  | 33         | 0          | CF              | 0               | 0               | -                  | -                  | -                  | -           | -           | -           | 33     | 0      |
| 2021-2022           | Strasburgo          | L1                  | 37         | 1          | CF              | 1               | 0               | -                  | -                  | -                  | -           | -           | -           | 38     | 1      |
| Totale Strasburgo   | Totale Strasburgo   | Totale Strasburgo   | 108        | 2          |                 | 11              | 0               |                    | 0                  | 0                  |             | -           | -           | 119    | 2      |
| 2022-2023           | Magonza             | BL                  | 31         | 2          | CG              | 2               | 0               | -                  | -                  | -                  | -           | -           | -           | 33     | 2      |
| 2023-2024           | Magonza             | BL                  | 31         | 2          | CG              | 2               | 0               | -                  | -                  | -                  | -           | -           | -           | 33     | 2      |
| 2024-2025           | Magonza             | BL                  | 25         | 1          | CG              | 2               | 0               | -                  | -                  | -                  | -           | -           | -           | 27     | 1      |
| Totale Magonza      | Totale Magonza      | Totale Magonza      | 87         | 5          |                 | 6               | 0               |                    | -                  | -                  |             | -           | -           | 93     | 5      |
| Totale carriera     | Totale carriera     | Totale carriera     | 249        | 15         |                 | 17              | 0               |                    | 0                  | 0                  |             | -           | -           | 266    | 15     |

## Palmarès

### Club

#### Competizioni nazionali
- Ligue 2: 1

Strasburgo: 2016-2017
- Coppa di Lega francese: 1

Strasburgo: 2018-2019